# سوراخ‌کاری نفرتیتی

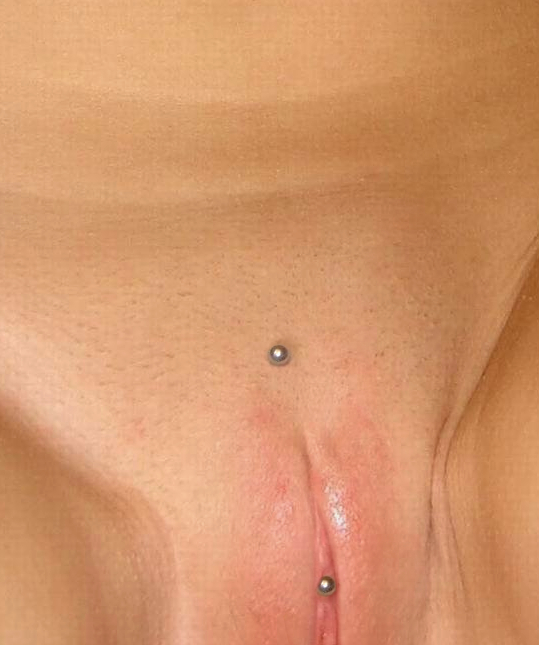
سوراخ‌کاری نفرتیتی

سوراخ‌کاری نفرتیتی (انگلیسی: Nefertiti piercing) نوعی از سوراخ‌کاری تناسلی است که در بانوان انجام می‌پذیرد و ترکیبی از دو نوع سوراخ‌کاری کلیتوریس و سوراخ‌کاری کریستینا است. طول مدت التیام این نوع سوراخ‌کاری بستگی به اندازه و جنس جواهری است که در محل سوراخ شده نصب می‌شود.